# Ньюарк (Нью-Джерси)
Нью́арк (англ. Newark [ˈn(j)uːərk], мест. произношение [nʊərk]) — город на северо-востоке США, крупнейший город штата Нью-Джерси и административный центр округа Эссекс. Население около 282 тыс. чел. (2019).

## История
Город Ньюарк был основан в 1666 году выходцами из Коннектикута, пуританами, возглавляемыми Робертом Тритом, нью-хейвенским колонистом. Его история связана и с Войной за независимость, и с Гражданской войной. Своё название город получил по Ньюарку-на-Тренте (Великобритания).
В 1836 году получил статус города.

## География

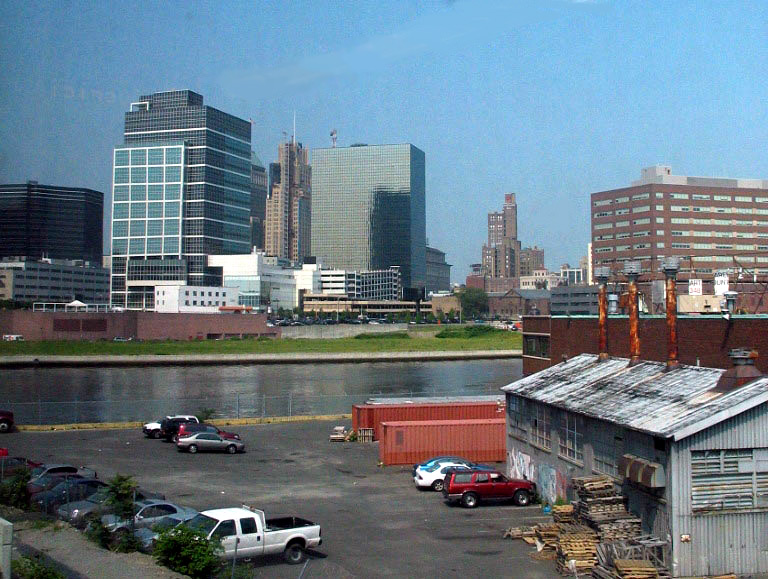
Вид Ньюарка

Город расположен на реке Пассейик, близ впадения её в Ньюаркский залив.

## Климат
| Показатель                    | Янв.  | Фев.  | Март  | Апр. | Май  | Июнь | Июль | Авг. | Сен. | Окт. | Нояб. | Дек.  | Год   |
| ----------------------------- | ----- | ----- | ----- | ---- | ---- | ---- | ---- | ---- | ---- | ---- | ----- | ----- | ----- |
| Абсолютный максимум, °C       | 23,3  | 24,4  | 31,7  | 36,1 | 37,2 | 38,9 | 42,2 | 40,6 | 40,6 | 33,9 | 29,4  | 24,4  | 42,2  |
| Средний суточный максимум, °C | 3,8   | 5,7   | 10,4  | 16,7 | 22,3 | 27,5 | 30,0 | 28,9 | 24,8 | 18,5 | 12,6  | 6,4   | 17,3  |
| Средняя температура, °C       | −0,2  | 1,4   | 5,6   | 11,6 | 17,1 | 22,4 | 25,2 | 24,3 | 20,1 | 13,7 | 8,2   | 2,5   | 12,7  |
| Средний суточный минимум, °C  | −4,2  | −2,8  | 0,9   | 6,5  | 11,8 | 17,4 | 20,4 | 19,7 | 15,4 | 8,9  | 3,9   | −1,3  | 8,1   |
| Абсолютный минимум, °C        | −22,2 | −25,6 | −14,4 | −8,9 | 0,6  | 5,0  | 10,6 | 7,2  | 1,7  | −3,9 | −11,1 | −22,2 | −25,6 |
| Норма осадков, мм             | 90    | 73    | 106   | 107  | 104  | 102  | 121  | 94   | 97   | 91   | 93    | 97    | 1175  |
| Источник: «Погода и Климат»   |       |       |       |      |      |      |      |      |      |      |       |       |       |

## Население
| 1810     | 1820     | 1830     | 1840     | 1850     | 1860     | 1870     | 1880     | 1890     |
| -------- | -------- | -------- | -------- | -------- | -------- | -------- | -------- | -------- |
| 8008     | ↘6507    | ↗10 953  | ↗17 290  | ↗38 894  | ↗71 941  | ↗105 059 | ↗136 508 | ↗181 830 |
| 1900     | 1910     | 1920     | 1930     | 1940     | 1950     | 1960     | 1970     | 1980     |
| ↗246 070 | ↗347 469 | ↗414 524 | ↗442 337 | ↘429 760 | ↗438 776 | ↘405 220 | ↘381 930 | ↘329 248 |
| 1984     | 1990     | 1996     | 1998     | 2000     | 2010[…]  | 2013     | 2015     | 2020     |
| ↘314 000 | ↘275 221 | ↘269 000 | ↘268 500 | ↗273 546 | ↗277 140 | ↗285 675 | ↘281 944 | ↗311 549 |

## Экономика
Рядом с Ньюарком расположен одноимённый аэропорт, один из трёх, обслуживающих город Нью-Йорк. В городе проживает около 300 000 жителей, и он, таким образом, является самым большим городом штата Нью-Джерси, однако он больше известен как сателлит Нью-Йорка, от которого он находится в непосредственной близости. Более 100 000 человек ездят из города на работу в Нью-Йорк каждый день.
В городе расположены офисы крупных страховых компаний, таких как Prudential Financial, Mutual Benefit Life, Fireman’s Insurance, American Insurance Company, а также бэк-офисы банков. Здесь же расположены головные офисы крупных интернет-компаний, которые специализируются на доставке и хранении товаров, таких как IDT Corporation, New Jersey Transit, Public Service Enterprise Group (PSEG), Manischewitz, Horizon Blue Cross and Blue Shield of New Jersey, Audible. В 2013 году Panasonic перевёл свой центральный офис, располагающийся теперь на 23 000 квадратных метрах, в Ньюарк.

## Экология

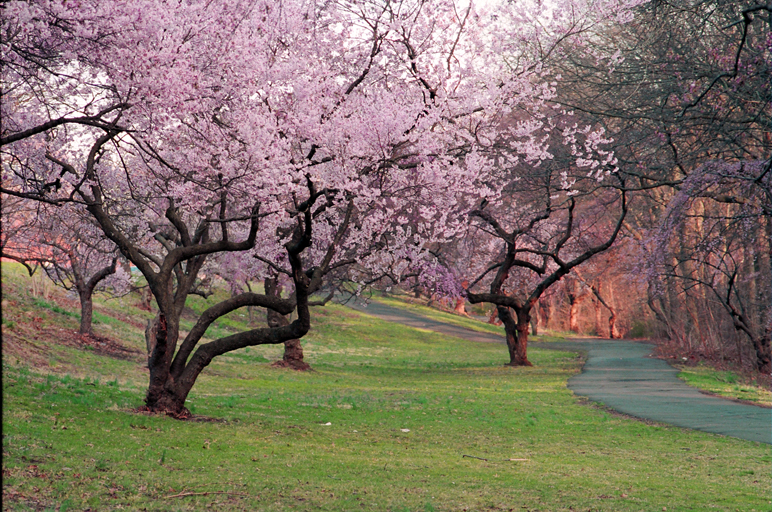

В городе кризис с водой, так как водопровод был изготовлен из труб с добавкой свинца, использовать свинец запретили только в 1987 году (аналогичная проблема имеется в городе Флинте, Мичиган), поэтому пить водопроводную воду даже после фильтрации нельзя. И концентрация свинца в водопроводной воде постоянно растёт.

## Достопримечательности и культура
- Ньюаркский музей

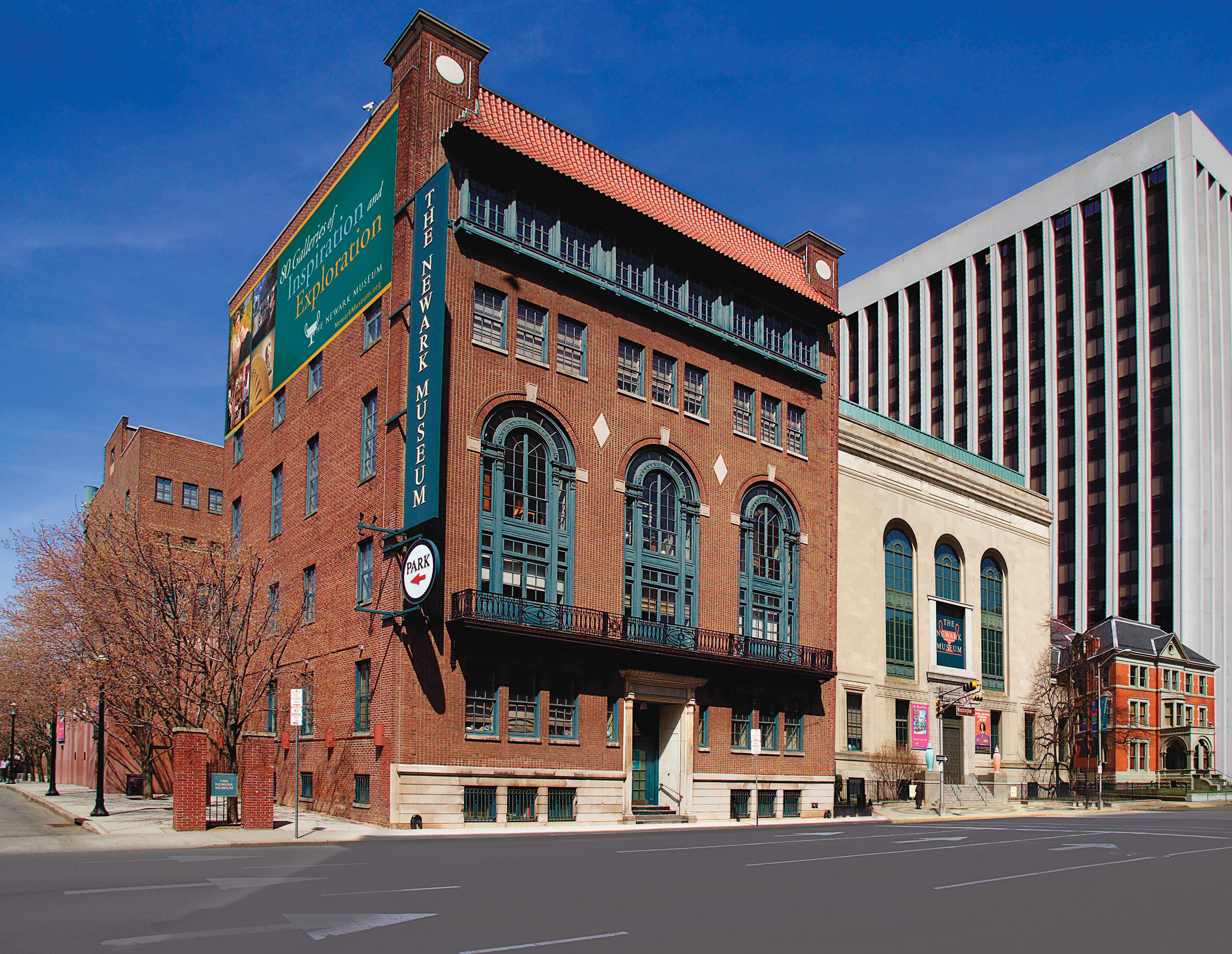
Музей

- Ньюарк также известен как студенческий город, поскольку на его сравнительно небольшое население приходится 50 000 студентов, постоянно проживающих в городе и обучающихся праву, медицине, искусствам и техническим наукам.
- В Ньюарке есть Музей Ньюарка, Публичная библиотека, Школа искусств.
- Ньюарк также известен своими домами в стиле ар-деко, включая ряд небоскрёбов тридцатых годов, расположенных в районе железнодорожного вокзала.
- Город знаменит своей неоготической архитектурой, в том числе Собором Святых Сердец, расположенном рядом с Бранч-Брук-Парке[англ.], который является одним из крупнейших неоготических соборов в США.
- В Ньюарке расположены штаб-квартира Симфонического оркестра Нью-Джерси и Государственной оперы Нью-Джерси, которые ежегодно посещают более 400 000 человек.

В квартале Айронбаунд, где проживает много выходцев из Португалии и Бразилии, издается газета Brazilian Press тиражом в 45 000 экземпляров (2002)

## Спорт
В построенном в 2009 году Пруденшал-центре проводит домашние матчи клуб НХЛ «Нью-Джерси Девилз».

## Транспорт
- Ньюарк также имеет собственный аэропорт, принимающий национальные и международные рейсы.

## Города-побратимы
Ньюарк состоит в дружеских взаимоотношениях со следующими городами-побратимами:
- Авейру, Португалия[12]
- Банжул, Гамбия[12]
- Белу-Оризонти, Бразилия (2006)[12]
- Буэнос-Айрес, Аргентина
- Говернадор-Валадарис, Бразилия[12]
- Гянджа, Азербайджан[12]
- Дуала, Камерун[12]
- Кумаси, Гана[12]
- Монровия, Либерия[12]
- Порту-Алегри, Бразилия[12]
- Резерва, Бразилия[12]
- Рибейра, Испания
- Рио-де-Жанейро, Бразилия[12][13][…]
- Сейя, Португалия[12]
- Сюйчжоу, Китай (21 апреля 1993)[12][14]
- Умуака[вд], Нигерия (20 июня 2007)[12][15]
- Фрипорт, Багамские Острова[12]